# Copa do Mundo de Clubes de Futebol Feminino de 2013
A Copa do Mundo de Clubes de Futebol Feminino de 2013 será a segunda edição do mundial de clubes de futebol feminino, disputada de 30 de novembro a 8 de dezembro de 2013 no Japão.

## Equipes classificadas
| Confederação | Equipe             | Classificação                                   | Participação |
| ------------ | ------------------ | ----------------------------------------------- | ------------ |
| AFC          | Sydney             | Campeão do Campeonato Australiano de 2012–13    | 1ª           |
| AFC          | NTV Beleza [a]     | Vice-campeão do Campeonato Japonês de 2013      | 2ª (2012)    |
| CONMEBOL     | Colo-Colo          | Campeão da Copa Libertadores da América de 2012 | 1ª           |
| UEFA         | Chelsea [b]        | Convidado                                       | 1ª           |
| País-sede    | INAC Kobe Leonessa | Campeão do Campeonato Japonês de 2013           | 2ª (2012)    |

Notas
- [a] A princípio se classificaria o campeão do Campeonato Japonês e da Copa do Japão, mas o INAC Kobe Leonessa foi campeão das duas competições, entrando em uma das vagas o vice-campeão do Campeonato Japonês, o NTV Beleza.
- [b] O Wolfsburg, campeão da Liga dos Campeões da UEFA de 2012-13 desistiu de participar, sendo convidado para o seu lugar o Chelsea.

## Jogos

### Play-off
| Time 1 | Result. | Time 2     |
| ------ | ------- | ---------- |
| Sydney | 1–0     | NTV Beleza |

### Fase Final
|  | Semifinais | Semifinais    | Semifinais |  |  | Final          | Final          | Final          |
|  |            |               |            |  |  |                |                |                |
|  |            | Sydney        | 2          |  |  |                |                |                |
|  |            | Chelsea       | 3          |  |  |                |                |                |
|  |            |               |            |  |  |                | Chelsea        | 2              |
|  |            |               |            |  |  |                | Kobe Leonessa  | 4              |
|  |            | Colo-Colo     | 0          |  |  |                |                |                |
|  |            | Kobe Leonessa | 3          |  |  | Terceiro lugar | Terceiro lugar | Terceiro lugar |
|  |            |               |            |  |  |                | Sydney (pen.)  | 3(4)           |
|  |            |               |            |  |  |                | Colo-Colo      | 3(2)           |

## Classificação final
| Times | Times              | J | V | E | D | GP | GC | SG |
| ----- | ------------------ | - | - | - | - | -- | -- | -- |
| 1     | INAC Kobe Leonessa | 2 | 2 | 0 | 0 | 7  | 2  | +3 |
| 2     | Chelsea            | 2 | 1 | 0 | 1 | 5  | 6  | –1 |
| 3     | Sydney             | 3 | 2 | 0 | 1 | 6  | 6  | 0  |
| 4     | Colo-Colo          | 2 | 1 | 0 | 1 | 3  | 6  | –3 |
| 5     | NTV Beleza         | 1 | 0 | 0 | 1 | 0  | 1  | –1 |

## Premiação
| Copa do Mundo de Clubes de Futebol Feminino de 2013 |
| --------------------------------------------------- |
| Japão                                               |
| INAC Kobe Leonessa Campeão (1º título)              |